# Ken Folletts Roter Adler
Ken Folletts Roter Adler (Originaltitel: Lie Down with Lions, alternativ Red Eagle) ist ein britischer Thriller aus dem Jahr 1994. Regie führte Jim Goddard, das Drehbuch schrieben Guy Andrews und Julian Bond anhand des Romans Die Löwen von Ken Follett aus dem Jahr 1986.

## Handlung
Jack Carver arbeitet inkognito als CIA-Agent. Er lernt eine Bekannte des mit ihm befreundeten Arztes Peter Husak, die Krankenschwester Kate Nessen, kennen. Carver beginnt eine Beziehung mit Nessen, vor der er jedoch seine Arbeit verheimlicht. Das Paar lebt in Luxemburg, aber als Kate die Wahrheit über Jacks wirkliche Arbeit herausfindet, beschließt sie, ihn zu verlassen und geht mit Peter als freiwilliger Arzt in die Berg-Karabach, eine der instabilsten ehemaligen Sowjetrepubliken. Aber Peter wird vom KGB erpresst und zum Spionieren gezwungen. Als Kate herausfindet, beschließt er, sich an Jack zu wenden, der ebenfalls in der Region anwesend ist, um eine gefährliche Mission auszuführen: Safar Khan, den Anführer der Unabhängigkeits-Guerillas, zu beschützen. Jack, Kate und Safar fliehen und schaffen es, die russischen Söldner im Lohn des KGB zu neutralisieren, die Safars Kopf wollen, aber Jack erfüllt seine Mission nicht: Er weiß, dass die CIA nicht wirklich an der Sache der Guerillas interessiert ist, aber er tut es; es dient dazu, dem KGB entgegenzuwirken. So bleibt Safar unter seinem Volk, während Kate und Jack Sprecher der Welt seiner Botschaft von Frieden und Freiheit sind.

## Kritiken
Die Zeitschrift TV Spielfilm verspottete den Roten Adler als eine „lahme Ente“ und „reichlich flügellahm“

## Hintergründe
Der Film wurde in Frankreich und in Luxemburg gedreht. Die Produktionskosten betrugen schätzungsweise 4 Millionen Pfund Sterling. Im Fernsehen wird der Film häufig in zwei Teilen ausgestrahlt.